# بيتر وين (مؤرخ)
بيتر وين (بالإنجليزية: Peter Winn)‏ هو مؤرخ أمريكي، ولد في 1942.